# Idaea pinguedinaria
Idaea pinguedinaria är en fjärilsart som beskrevs av Herrich-Schäffer 1851. Idaea pinguedinaria ingår i släktet Idaea och familjen mätare. Inga underarter finns listade i Catalogue of Life.